# Harpechloa
Harpechloa là một chi thực vật có hoa trong họ Hòa thảo (Poaceae).

## Loài
Chi Harpechloa gồm các loài: